# Свен Давідсон
Свен Давідсон (швед. Sven Davidson) — шведський тенісист, чемпіон Ролан-Гарросу в одиночному розряді, чемпіон Вімблдону в парі. Найвищу одиночну позицію світового рейтингу — 2 місце досяг 1957 року. Здобув 50 одиночних титулів.
Давідсона було індуктовано до Міжнародної зали тенісної слави в 2007 році.

## Фінали турнірів Великого шолома

### Одиночний розряд: 3 (1 титул)
| Результат | Рік  | Турнір            | Поверхня | Супротивник  | Рахунок            |
| --------- | ---- | ----------------- | -------- | ------------ | ------------------ |
| Поразка   | 1955 | Чемпіонат Франції | Ґрунт    | Тоні Траберт | 6–2, 1–6, 4–6, 2–6 |
| Поразка   | 1956 | Чемпіонат Франції | Ґрунт    | Лью Гоуд     | 4–6, 6–8, 3–6      |
| Перемога  | 1957 | Чемпіонат Франції | Ґрунт    | Гербі Флем   | 6–3, 6–4, 6–4      |

### Пари (1 титул)
| Результат | Рік  | Турнір    | Поверхня | Партнер    | Супротивники           | Рахунок       |
| --------- | ---- | --------- | -------- | ---------- | ---------------------- | ------------- |
| Перемога  | 1958 | Wimbledon | Трава    | Ульф Шмідт | Ешлі Купер Ніл Фрейзер | 6–4, 6–4, 8–6 |

## Історія виступів на турнірах Великого шлему
| W | Ф | ПФ | ЧФ | #Р | КТ | К# | DNQ | A | NH |

### Одиночний розряд
| Турнір                                 | 1949  | 1950  | 1951  | 1952  | 1953  | 1954  | 1955  | 1956  | 1957  | 1958  | 1959  | ТУ     |
| -------------------------------------- | ----- | ----- | ----- | ----- | ----- | ----- | ----- | ----- | ----- | ----- | ----- | ------ |
| Відкритий чемпіонат Австралії з тенісу |       |       |       |       |       |       | 3р    |       |       |       |       | 0 / 1  |
| Відкритий чемпіонат Франції з тенісу   | 1р    | 4р    | 4р    |       | 4р    | ЧФ    | Ф     | Ф     | П     |       |       | 1 / 8  |
| Вімблдонський турнір                   |       | 1р    | 2р    |       | ЧФ    | 4р    | ЧФ    | 2р    | ПФ    | ЧФ    | 3р    | 0 / 9  |
| Відкритий чемпіонат США з тенісу       |       | 2р    |       |       | ЧФ    | 4р    |       |       | ПФ    |       |       | 0 / 4  |
| Титули/участі                          | 0 / 1 | 0 / 3 | 0 / 2 | 0 / 0 | 0 / 3 | 0 / 3 | 0 / 3 | 0 / 2 | 1 / 3 | 0 / 1 | 0 / 1 | 1 / 22 |